# Fiori d'equinozio (film 1958)
Fiori d'equinozio (彼岸花?, Higanbana) è un film del 1958, diretto da Yasujirō Ozu. È stato il primo film a colori girato dal regista giapponese, e rappresenta una delle sue più alte e stimate produzioni, oltre ad uno dei più fulgidi esempi del cinema realista giapponese, di cui Yasujirō Ozu fu certamente uno dei massimi esponenti. 
Il film è tratto dall'omonimo romanzo dello scrittore Ton Satomi.

## Trama
La vicenda si ambienta nella Tokyo di fine anni '50. Wataru Hirayama è un attempato padre di famiglia, direttore di una grande azienda, che vede i figli di amici e conoscenti maritarsi uno dopo l'altro; questo lo spinge a preoccuparsi del futuro delle sue due figlie, Setsuko e Hisako, con la prima che è già in età da marito.
In un momento della storia del Giappone in cui la mentalità sta lentamente cambiando, con matrimoni sempre meno combinati dalle famiglie e dettati soprattutto dai sentimenti degli innamorati, Watasu si considera una persona aperta alle nuove ideologie, ma quando uno dei suoi impiegati, Masahiko, gli chiede il permesso di sposare Setsuko, con il quale intraprendeva da qualche tempo una relazione stabile a sua insaputa, tutte le sue certezze vengono meno.
Sarà la moglie Kiyoko, più aperta nei confronti delle nuove ideologie, a spingerlo a dare il suo consenso.